# Ali Bumaye
Ali Bumaye (* 11. Januar 1985 in West-Berlin, eigentlich Ali Alulu Abdul-razzak, arabisch: علي اللولو عبدالرزاق) ist ein deutscher Rapper palästinensischer Abstammung.

## Leben
Ali ist im Berliner Stadtteil Neukölln aufgewachsen und hat neun Geschwister. Er ist das zweitjüngste Kind der Familie. Seine Eltern sind 1948 von Palästina nach Libanon geflüchtet und kamen 1974 nach Deutschland. 1982 wurde seine Mutter mit sieben Kindern in den Libanon abgeschoben, ist aber nach einem halben Jahr wieder zurückgekehrt. Nach der Schule machte er eine Ausbildung zum Koch und arbeitete später unter anderem in einem Möbelhaus und als Security bei Bushido. Arafat Abou-Chaker ist sein Cousin.
2013 hatte er einen Auftritt im Video zu Stress ohne Grund. Anschließend war er in weiteren Videos von Bushido, Murad und Shindy zu sehen. Am 18. Juni 2014 veröffentlichte Ali seinen ersten eigenen Track Voll süß aber, der am 7. Juli 2014 Platz 41 der deutschen Single-Charts erreichte.
Er trat zu Beginn seiner Karriere unter dem Künstlernamen „Ali“ auf und benannte sich im weiteren Verlauf in „Ali Bumaye“ um. Sein Künstlernamen „Ali Bumaye“ ist angelehnt an den Zuschauer-Ruf „Ali, boma ye!“ (Lingála: „Ali, töte ihn!“) während des Boxkampfes Rumble in the Jungle.
Am 28. September 2014 erschien das Lied Lan lass ma ya mit Eko Fresh, das sich auf Ekos Album Deutscher Traum befindet. Er ist auch auf dem Track No Joke von Shindys Album FVCKB!TCHE$GETMONE¥ (2014) zu hören, das noch im selben Jahr den Goldstatus in Deutschland erreichte. Ende 2014 disste Kay One Ali Bumaye in Tag des Jüngsten Gerichts. Er tritt auch auf dem Bushido-Album Carlo Cokxxx Nutten 3 in einem Skit in Erscheinung. Außerdem hört man ihn auf dem Album CLA$$IC von Bushido und Shindy in dem Song Über alles.
Ali Bumayes erstes Album mit dem Titel Fette Unterhaltung erschien am 5. Juni 2015. Gäste sind Bushido, Shindy und Eko Fresh. Das Album stieg auf Platz 6 der deutschen Albencharts ein. Am 14. Januar 2016 veröffentlichte er seine zweite Single #mmmNaKlar. Etwa ein Jahr nach seinem Debütalbum erschien sein zweites Studioalbum Rumble in the Jungle, das sich in der Veröffentlichungswoche auf Platz 4 der deutschen Charts platzierte.
Nach längerer Pause kehrte er im Januar 2019 mit der Single Jordan Elephant zurück. Seit September 2019 hat er einen eigenen YouTube-Kanal, auf dem einen Monat später das Musikvideo zum Lied George erschien. Der Titel spielt auf den Spruch Ist das alles, was Du hast, George? an, den Muhammed Ali während des Boxkampfes Rumble in the Jungle zu seinem Kontrahenten George Foreman sagte, und den Ali Bumaye auch im Refrain des Liedes zitiert. 2020 folgten weitere Singleauskoppelungen. Nebenbei gründete er mit Ali therapiert ein eigenes Interview-Format. Zu Gast waren unter anderem Fler, Manuellsen, Shadow030, Sido, Enemy, Dimitri Tsvetkov und Felix Lobrecht. Speziell die Folge mit Sido erreichte eine breite Medienberichterstattung.

## Diskografie

### Alben
- 2015: Fette Unterhaltung (Label: ersguterjunge)
- 2016:  Rumble in the Jungle (Label: ersguterjunge)

### Singles
- 2014: Voll süß aber (als Ali)
- 2016: #mmmNaKlar
- 2016: Sex ohne Grund (feat. Shindy)
- 2019: Jordan Elephant
- 2019: X-Boy
- 2019: George
- 2019: Part-Time Lover
- 2020: Schlangen
- 2020: L.G.a.B.
- 2020: 3XL
- 2021: Kleiner Mann
- 2021: Kein Player (feat. Pretty Steve)
- 2021: Hakuna Matata
- 2022: Damit du weißt
- 2022: Licht
- 2022: Wenn du nicht dran glaubst (mit Dudi)
- 2022: Wayne
- 2023: Peter Pan
- 2024: Albträume (feat. MRMGG)

### Gastbeiträge
- 2014: Lan lass ma ya auf Deutscher Traum von Eko Fresh
- 2014: No Joke auf FVCKB!TCHE$GETMONE¥ von Shindy
- 2015: Du Kek auf Das Leben hat kein Air System von Jalil
- 2015: Über alles auf CLA$$IC von Bushido & Shindy
- 2016: Im Café auf Verbrecher aus der Wüste von Kurdo
- 2016: Playerhater auf DREAMS von Shindy
- 2017: Tot auf Black Mamba von BTNG
- 2017: Angst auf Black Friday von Bushido
- 2017: Fick den Richter 2 von SadiQ (feat. Dú Maroc)
- 2017: Komm nicht klar auf dich und Komm nicht klar auf dich (DJ Gan-G & Menju Remix) auf Grenzenlos von Magnis